# Péter Szappanos
Péter Szappanos (Jászberény, 14 de noviembre de 1990) es un futbolista húngaro que juega en la demarcación de portero para el Puskás Akadémia F. C. de la Nemzeti Bajnokság I.

## Selección nacional
El 20 de noviembre de 2022 hizo su debut con la selección de Hungría en un amistoso contra Grecia que ganaron por dos a uno tras los goles de Roland Sallai y Zsolt Kalmár para Hungría, y de Tasos Bakasetas para Grecia.

### Participaciones en Eurocopas
| Copa          | Sede     | Resultado    | Partidos | Goles |
| ------------- | -------- | ------------ | -------- | ----- |
| Eurocopa 2024 | Alemania | Primera fase | 0        | 0     |

## Clubes
| Club                   | País           | Año       | Partidos | Goles |
| ---------------------- | -------------- | --------- | -------- | ----- |
| Dunaharaszti MTK       | Hungría        | 2009-2012 | 95       | 1     |
| Tatabányai SC (cedido) | Hungría        | 2012-2013 | 2        | 0     |
| Dunaharaszti MTK       | Hungría        | 2013-2014 | 30       | 0     |
| Zalaegerszegi TE       | Hungría        | 2014-2018 | 115      | 0     |
| Mezőkövesd-Zsóry SE    | Hungría        | 2018-2021 | 97       | 0     |
| Budapest Honvéd FC     | Hungría        | 2021-2023 | 55       | 0     |
| Paksi F. C.            | Hungría        | 2023-2024 | 40       | 0     |
| Al-Fateh S. C.         | Arabia Saudita | 2024-2025 | 18       | 0     |
| Paksi F. C. (cedido)   | Hungría        | 2025      | 14       | 0     |
| Puskás Akadémia F. C.  | Hungría        | 2025-     |          |       |

## Palmarés

### Títulos nacionales
| Título          | Club        | País    | Año  |
| --------------- | ----------- | ------- | ---- |
| Copa de Hungría | Paksi F. C. | Hungría | 2024 |
| Copa de Hungría | Paksi F. C. | Hungría | 2025 |